# Gabriel Caballero
Gabriel Esteban Caballero Schiker (Santa Fe, 21 dicembre 1971) è un allenatore di calcio ed ex calciatore argentino naturalizzato messicano, di ruolo attaccante.
Ha partecipato al campionato del mondo 2002.

## Carriera

### Club
Nato e cresciuto in Argentina, si trasferisce al Deportes Antofagasta, in Cile, dove segna 22 reti in 58 partite; notato dal Santos Laguna, si trasferisce in Messico nel 1995. Nel 2001 ha preso la nazionalità messicana. Ha legato la maggior parte dei suoi gol in Messico alla maglia del Pachuca.

### Nazionale
Con la nazionale di calcio messicana ha giocato 8 partite e ha partecipato a Corea del Sud-Giappone 2002.

## Palmarès

### Giocatore

#### Competizioni nazionali
- Campionato messicano: 6

Santos Laguna: Invierno 1996
Pachuca: Invierno 1999, Invierno 2001, Apertura 2003, Clausura 2006, Clausura 2007

#### Competizioni internazionali
- CONCACAF Champions' Cup: 2

Pachuca: 2002, 2007, 2008
- Coppa Sudamericana: 1

Pachuca: 2006
- SuperLiga nordamericana: 1

Pachuca: 2007

### Allenatore

#### Competizioni nazionali
- Liga de Ascenso de México: 1

Dorados: Apertura 2016